# باتريك كوفي
باتريك كوفي (بالإنجليزية: Patrick Koffi) (من مواليد 16 أكتوبر 2001) هو لاعب كرة قدم أمريكي محترف يلعب كمهاجم لنادي باريس.

## حياته الشخصية
ولد كوفي في الولايات المتحدة وهو من أصل إيفواري. انتقل إلى فرنسا في سن ال15 عندما انضم إلى أكاديمية الشباب في نادي باريس لكرة القدم.